# Mehbooba (film, 2008)
Mehbooba est un film indien de Bollywood réalisé par Tabrez Hashmi et Afzal Khan sorti le 11 juillet 2008.
Le film met en vedette Sanjay Dutt, Ajay Devgan, Manisha Koirala, le long métrage fut un flop notable aux box-office annuel.

## Distribution
- Sanjay Dutt : Shravan Dhariwal
- Ajay Devgan : Karan Dhariwal
- Manisha Koirala : Varsha/Payal
- Kader Khan